# Ascogaster lissopyga
Ascogaster lissopyga är en stekelart som beskrevs av Vladimir Ivanovich Tobias 2000. Ascogaster lissopyga ingår i släktet Ascogaster och familjen bracksteklar. Inga underarter finns listade.